# Hylomys megalotis
Hylomys megalotis, también conocido como gimnuro de orejas largas, es una de las tres especies del género Hylomys, perteneciente la familia de mamíferos Erinaceidae. Se encuentra en Laos. Este tipo específico de gimnuro tiene orejas largas y un cráneo largo en comparación con el de otros. También es reconocido por sus anchas patas delanteras, sus robustas garras y sus patas traseras desnudas.